# Luca Turilli's Rhapsody
Luca Turilli's Rhapsody est un groupe de power metal italien, originaire de Trieste. Il est formé en 2011 autour du guitariste Luca Turilli à la suite du départ de ce dernier du groupe Rhapsody of Fire, dont il était le fondateur et le principal compositeur. Il est à cette occasion suivi du bassiste Patrice Guers et du guitariste de tournée Dominique Leurquin, qui devient un membre officiel de cette nouvelle formation.
Le 22 mai 2012, le groupe publie le premier single de l'album Ascending to Infinity, intitulé Dark Fate of Atlantis. Le 5 septembre 2013, le groupe se produira lors du festival Prog Power à Atlanta, aux États-Unis, pour ce qui est, à ce jour, la première date prévue du groupe en dehors de l'Europe. Le groupe compte au total deux albums studio : Ascending to Infinity (2012), et Prometheus, Symphonia Ignis Divinus (2015).
Le groupe définit son style musical sous le terme de « metal cinématique », chaque album peut donc s'écouter comme une bande originale de film.

## Biographie

### Formation (2011)
Le 16 août 2011, le groupe Rhapsody of Fire annonce sur son site que Luca Turilli, le guitariste soliste du groupe et également l'un des deux compositeurs du groupe avec  Alex Staropoli décide de quitter le groupe. Le groupe annonce que cette séparation se fait à l'amiable et que Luca Turilli va former son propre groupe Rhapsody de son côté,.
Il est rejoint par les deux français du groupe Rhapsody of Fire, le bassiste  Patrice Guers et l'ancien guitariste Dominique Leurquin. Luca Turilli s'occupera des guitares solos mais aussi des claviers. Pour des raisons de droits d'auteurs, il ajoute son nom au groupe pour fonder Luca Turilli's Rhapsody. Alex Holzwarth, le batteur de Rhapsody of Fire, rejoint également le groupe à ses débuts, et jouera dans les deux groupes.

### Ascending to Infinity(2012)

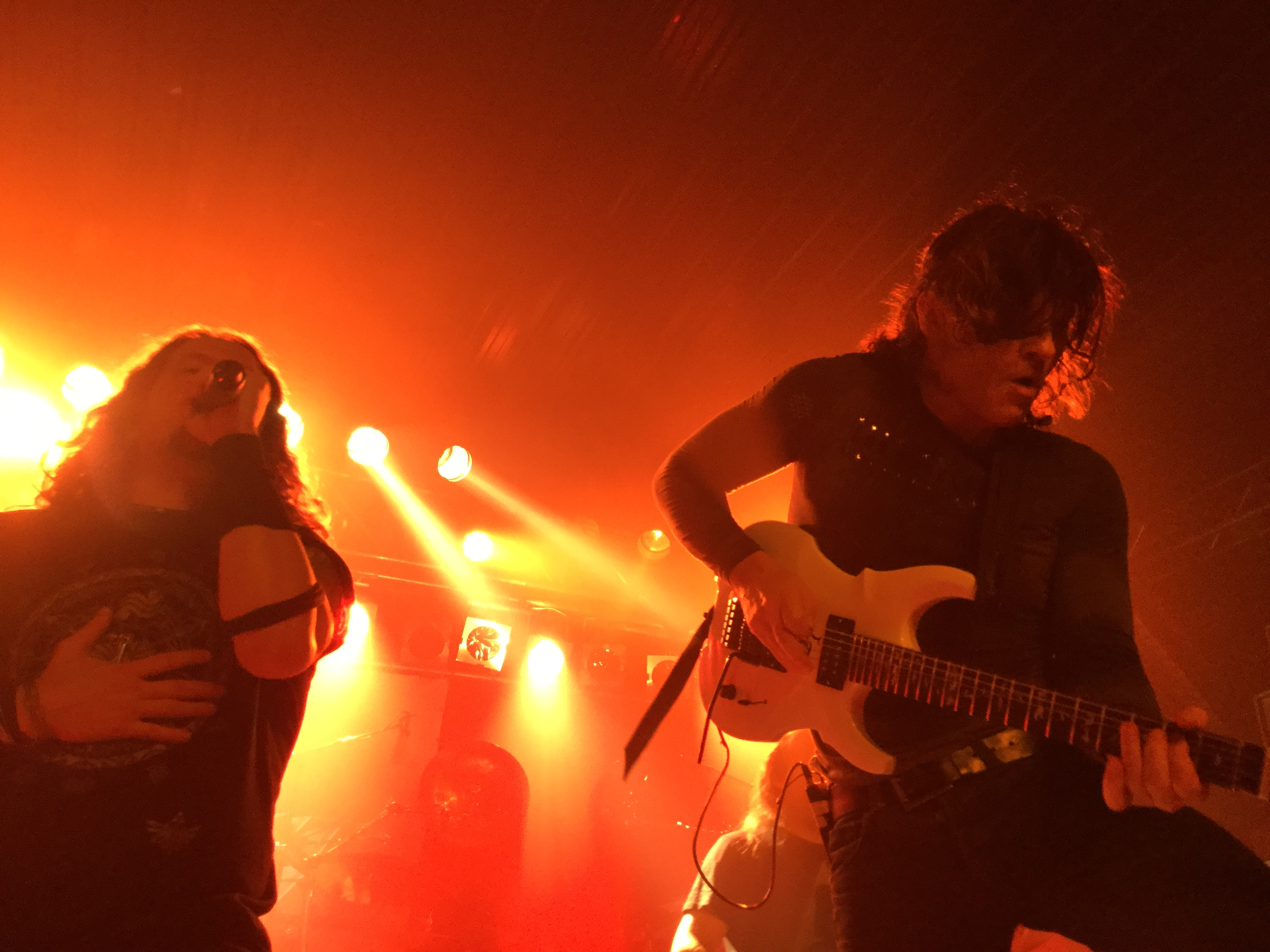
Luca Turilli's Rhapsody sur scène à Munich, en 2016.

Le 30 janvier 2012, le groupe annonce la sortie de son premier album Ascending to Infinity, prévu pour le mois de juin, également considéré comme le 11e album de Rhapsody of Fire. Le 30 mars 2012, le groupe présente son nouveau chanteur, Alessandro Conti, issu de la même école que Luciano Pavarotti. Alex Holzwarth annonce également son départ du groupe, car il lui est impossible de jouer dans les deux groupes. Il sera remplacé par l'ancien batteur de Annihilator, Axxis et Stratovarius, Alex Landenburg.
Le 22 mai 2012, le groupe publie le premier single de l'album Ascending to Infinity, intitulé Dark Fate of Atlantis. La chanson est accompagnée d'un clip vidéo qui montre le nouveau virage artistique pris par Luca Turilli. Les épées et les dragons issus de toutes les chansons de Rhapsody of Fire laissent leur place à un monde post-apocalyptique. Une deuxième vidéo réalisée sur la chanson Clash of the Titans confirme le nouveau virage artistique pris par Luca Turilli où le côté post-apocalyptique est une nouvelle fois omniprésent. L'album, qui comprend neuf titres, sort le 22 juin 2012. Une reprise de la chanson March of Time du groupe Helloween apparaît sur la version collector. Cette reprise figure également sur la version japonaise de l'album avec une reprise de la chanson In the Mirror du groupe Loudness. Il est plutôt bien reçu par la critique qui fait l'éloge de la production et de la qualité sonore de celui-ci,,,,,.
L'album est suivi d'une tournée intitulée Cinematic World Tour qui débute à Annecy, en France, le 9 novembre 2012. Le groupe est accompagné pour l'occasion des groupes Vexillum, Orden Ogan et Freedom Call qui joueront en première partie. Le groupe annonce également que la soprano allemande Sassy Bernaert participera à la tournée et que les claviers seront joués par le finlandais Mikko Härkin. La tournée se termine finalement par un concert à Paris le 9 décembre 2012. Lors de la tournée, le groupe joue aussi bien des chansons du nouvel album que des anciennes chansons de l'époque Rhapsody of Fire, ainsi que des chansons de l'ancien projet solo de Luca Turilli. Pour les besoins du Cinematic World Tour, Turilli fait appel à Härkin qu'il a rencontré lorsque Mikko était le claviériste de Sonata Arctica qui jouait comme Rhapsody of Fire en première partie de Stratovarius lors d'une tournée en 2001. Déjà présente en tant que soprano sur l'album Ascending to Infinity, Sassy Bernaert fait également partie de la tournée Cinematic World Tour afin de pouvoir chanter en duo avec Alessandro Conti notamment sur la chanson Tormento e Passione.

### Deuxième album (depuis 2013)

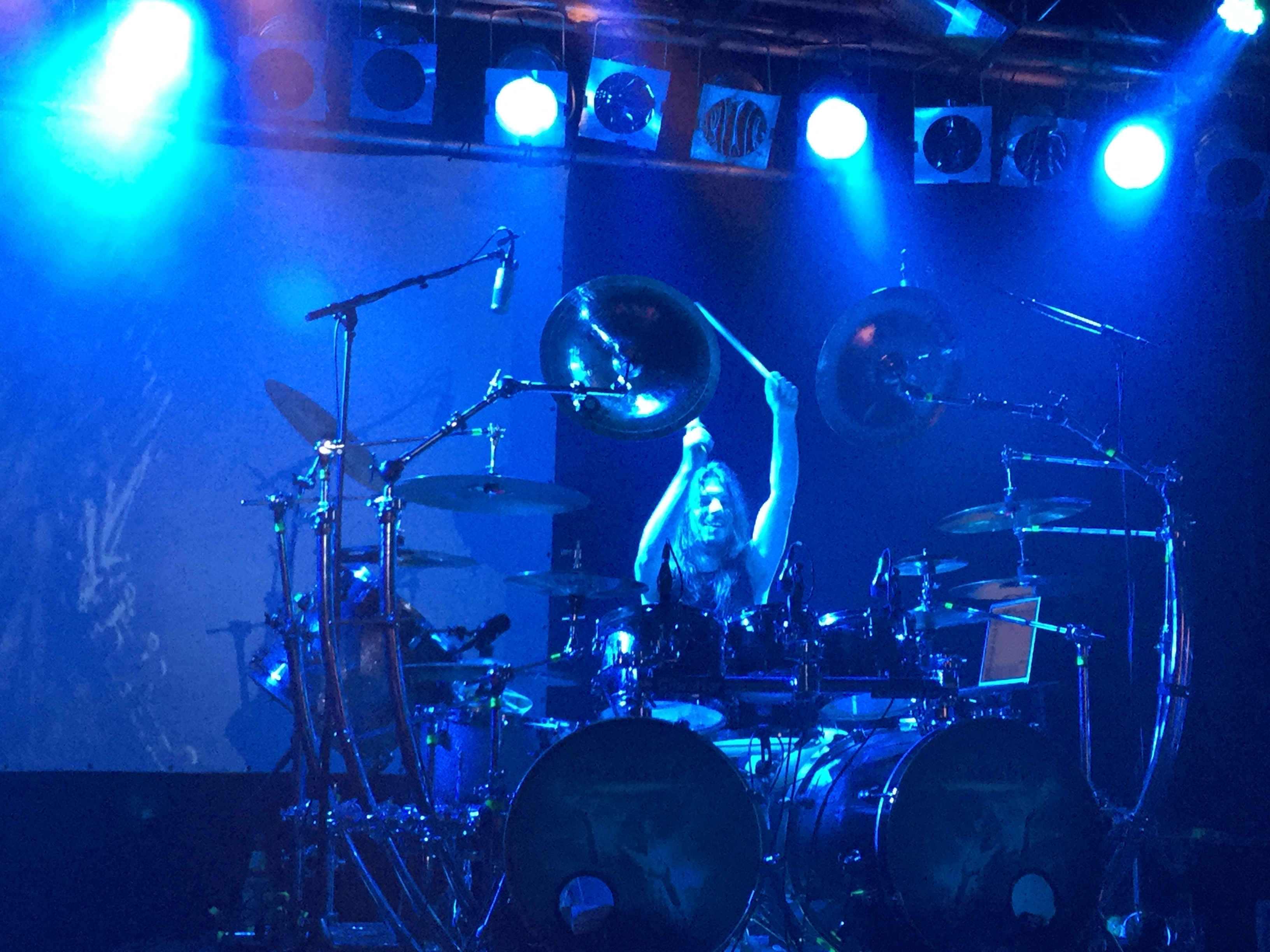
Alex Landenburg, batteur du groupe, sur scène en 2016.

En janvier 2013, le groupe annonce une collaboration sur une longue durée avec le Capellen Orchestra and Choir, un orchestre tchèque dirigé par Petr Pololanik qui avait déjà travaillé avec Rhapsody of Fire sur l'album Symphony of Enchanted Lands II: The Dark Secret. Le 5 septembre 2013, le groupe se produira lors du festival Prog Power à Atlanta, aux États-Unis, pour ce qui est, à ce jour, la première date prévue du groupe en dehors de l'Europe.
Le groupe reprend la route en 2016 pour une nouvelle tournée mondiale qui traversera l'Europe et tout le continent américain. Lors de la tournée Prometheus Cinematic Tour, le groupe est accompagné de deux chanteurs supplémentaires, la soprano Émilie Ragni et le ténor d'opéra italien Riccardo Cecchi.
La chanteuse française Émilie Ragni participe à la tournée Prometheus Cinematic Tour en tant que soprano à la place de Sassy Bernaert, qui a participé au Cinematic Wold Tour en 2012. Elle chante aussi bien sur les morceaux des deux albums du groupe, que sur ceux de Rhapsody of Fire et du précédent projet solo de Luca Turilli. Elle est accompagnée du ténor d'opéra italien Riccardo Cecchi. Elle faisait auparavant partie du groupe Sucré Salé avec le guitariste Dominique Leurquin. Vannick Eymery participe également à la tournée en tant que claviériste à la place de Mikko Härkin. Vannick est également le claviériste du groupe de metal français Broken Mirrors. Il occupe aussi le même poste dans le groupe de pop-rock Cleoh dont Émilie fait également partie.

### Hiatus et évolution (2018)
Le 20 juin 2018, Turili annonce sur la page officielle Facebook du groupe que Luca Turilli's Rhapsody entre indéfiniment en hiatus, du fait des autres engagements et projets musicaux des membres du groupe, tels le vocaliste Alessandro Conti dont il a été annoncé qu'il deviendrait le nouveau vocaliste pour le groupe de Power Metal Twilight Force.
Cependant, peu après, Luca Turilli et Fabio Lione, autre membre de l'original groupe Rhapsody, annoncent fonder un nouveau groupe utilisant le nom Rhapsody : "Turilli/Lione RHAPSODY".

## Membres

### Membres actuels
- Alessandro Conti - chant (depuis 2011)
- Luca Turilli - guitare solo, guitare rythmique, claviers (depuis 2011)
- Dominique Leurquin - guitare solo, guitare rythmique (depuis 2011)
- Patrice Guers - basse (depuis 2011)
- Alex Landenburg - batterie (depuis 2012)

### Membres de tournée
- Mikko Härkin - claviers (2012)
- Sassy Bernaert - chant (2012)
- Émilie Ragni - chant (2016)
- Vannick Eymery - claviers (2016)

### Anciens membres
- Alex Holzwarth - batterie (2011-2012)

## Discographie
- 2012 : Ascending to Infinity
- 2015 : Prometheus, Symphonia Ignis Divinus

## Distinctions
- Rock Hard : Meilleur chanteur 2012, pour Alessandro Conti[20].